# 坂本昭悟
坂本 昭悟（さかもと しょうご、1968年9月5日 - ）は、漫画家・秋本治のアシスタント（2009年2月現在）、広島県尾道市出身。
元々は、土方茂（現在の小畑健）『CYBORGじいちゃんG』のアシスタントを行っていたが、同作品の終了後、秋本の元に異動したといわれている。『からくり忍者伝破邪丸』が第67回（1990年9月期）ホップ☆ステップ賞にて佳作を受賞し、商業誌で漫画家デビューしている。
『こちら葛飾区亀有公園前派出所』に登場する建造物や、モブ（背景の人物）、架空のゲームなどの作画に関わっていた。

## 作品
- 坂本昭悟『からくり忍者伝破邪丸』（1991年 週刊少年ジャンプ増刊「Winter Special」掲載）

ジャンプコミックス『ホップ☆ステップ賞SELECTION』6巻に収録
- 坂本翔俉『VIRTUALIC JENNY』（1996年 週刊少年ジャンプ増刊「Winter Special」掲載）